# Weixin
För andra betydelser, se Weixin (olika betydelser).
Weixin, tidigare stavat Weisin, är ett härad som lyder under Zhaotongs stad på prefekturnivå i Yunnan-provinsen i sydvästra Kina.